# Тюнгерсгайм
Тюнгерсгайм (нім. Thüngersheim) — громада в Німеччині, розташована в землі Баварія. Підпорядковується адміністративному округу Нижня Франконія. Входить до складу району Вюрцбург.
Площа — 11,06 км2. Населення становить 2742 ос. (станом на 31 грудня 2020).